# رینیچی یاماموتو
رینیچی یاماموتو (انگلیسی: Rinichi Yamamoto; ۱۶ ژانویهٔ ۱۹۲۷ – ۱۷ اکتبر ۱۹۸۰) بازیگر اهل ژاپن بود.
از فیلم‌ها یا برنامه‌های تلویزیونی که وی در آن نقش داشته‌است می‌توان به شوگون اشاره کرد.